# Круглый мост
Кру́глый мост (дат. Cirkelbroen) — пешеходный поворотный мост через канал Кристиансхаун в Копенгагене (Дания). Соединяет район Кристиансбру с площадью Эпплби. Возведён в 2015 году по проекту датской студии Олафура Элиассона. Открыт 22 августа 2015 года.
Подарен городу благотворительным фондом Nordea-foundation.

## Описание
Мост состоит из пяти круглых «палуб» с мачтами разной высоты. Для установки мачт использовано 118 металлических тросов, из-за чего конструкция приобрела сходство с парусными яхтами. Форму дополнительно подчёркивает обратный наклон ограждений, для обработки которых использовано бразильское дерево гуариуба (Clarisia racemosa). Также было применено управляемое светодиодное освещение.
Длина всей конструкции составляет около 40 м, вес — 210 т. Её сегменты не выстроены в аккуратную линию, а смещены друг относительно друга, образуя зигзаг. В закрытом состоянии платформы поднимаются над водой на 2,25 м, что даёт возможность проходить под ними небольшим лодкам. Впрочем, одна из центральных секций может отодвигаться (процесс занимает 20 секунд и управлять им могут сами капитаны), пропуская в 9-метровый разрыв большие катера и яхты.
Мостом могут пользоваться до 5000 человек в день, что важно для города, так как мост стал частью плана по реформированию пешеходной зоны вдоль основной водной артерии Копенгагена и, одновременно, замыкает круговой пешеходный и велосипедный маршрут вокруг гавани.
Заказчиком проекта выступил благотворительный фонд Nordea-foundation, который подарил мост Копенгагену. Бюджет проекта составил около 34 млн крон.